# Johann Ferdinand von Printz
Johann Ferdinand Freiherr von Printz (geb. um 1700; gest. 1748) war ein preußischer Landrat.

## Leben
Johann Ferdinand Freiherr von Printz war der Sohn von Johann George Freiherr von Printz, der 1722 als Landesältester des Bistums Breslau zu Neisse Erwähnung fand und Erbherr auf Kühschmalz und Kanigen war. Nach der Bildung des Kreises Grottkau wurde Johann Ferdinand von Printz im ersten Halbjahr des Jahres 1742 erster Landrat dieses Kreises. Das Amt übte er bis 1745 aus, Nachfolger wurde Johann Wenzel von Studnitz und Jeroltschütz.